# Fatma Aliye Topuz
Fatma Aliye Topuz (Isztambul, 1862. október 9. – Isztambul, 1936. július 13.; ismert Fatma Aliye vagy Fatma Aliye Hanım néven is) török írónő, újságíró, esszéista, női jogi aktivista és emberi jogvédő. Bár korábban már jelent meg Törökországban női írónak regénye – Zafer Hanım műve 1877-ben –, ennek ellenére irodalmi körök őt tartják az első női regényírónak a török irodalomban és a muszlim világban.

## Élete

### Fiatalkora
Fatma Aliye Isztambulban született 1862. október 9-én, Ahmed Cevdet pasa oszmán hivatalnok és elismert történész (1822–1895) és felesége, Adviye Rabia Hanım második gyermekeként. Bátyja Ali Sedat, húga Emine Semiye (1864). Mivel apja előbb Egyiptom, majd Görögország kormányzója volt, Fatma Aliye 1866 és 1868 közt Aleppóban, majd 1875-ben hat hónapig Janinában élt. 1878-ban kilenc hónapig lakott családjával Damaszkuszban, ahová apját kinevezték.
Fatma Aliyét otthon tanították, mert akkoriban nem volt szokás lányokat iskolába küldeni, bár a törvény nem tiltotta. Magas szinten megtanult arab és francia nyelven. 1879-ben, tizenhét éves korában apja elrendezett számára egy házasságot Mehmet Faik Beyjel, II. Abdulhamid szultán egyik szárnysegédjével, Gazi Oszmán pasának, Plevna ostroma (1877) hősének unokaöccsével. Négy lányuk született: Hatice (1880), Ayşe (1884), Nimet (1900) és Zübeyde İsmet (1901). Férje kevésbé volt intellektuális beállítottságú, mint ő, és házasságuk első éveiben nem engedte, hogy Fatma Aliye idegen nyelven olvasson.

### Irodalmi pályafutása
Irodalmi pályafutása 1889-ben indult, amikor Georges Ohnet Volonté című regényét lefordította franciáról törökre Meram címmel. A fordítást férje engedélyével készítette, házasságkötésük után tíz évvel, és Bir Hanım („Egy hölgy”) álnéven adta ki.Ahmet Mithat Efendit, a híres írót annyira lenyűgözte, hogy a fordítót tiszteletbeli leányának nevezte a Tercüman-ı Hakikat újságban megjelent cikkében. Fatma Aliye apja figyelmét is felkeltette, aki tanította és eszmét cserélt vele. Első fordítása után a Mütercime-i Meram („A 'Volonté' női fordítója”) álnevet használta további fordításaihoz.
1894-ben Ahmet Mithat Efendivel együtt megírta a Hayal ve Hakikat („Álom és igazság”) című regényt; a női főszereplő jeleneteit Fatma Aliye, míg a férfi főszereplőét Ahmet Mithat írta. A mű szerzőjeként Bir Kadın ve Ahmet Mithat („Egy nő és Ahmet Mithat”) szerepelt. Ezt a regényt követően a két szerző hosszú leveleket váltott egymással, melyeket később a Tercüman-ı Hakikat is leközölt.
Fatma Aliye 1892-ben már saját nevén adta ki első, Muhazarat („Hasznos információ”) című regényét, amelyben azt a hiedelmet próbálta eloszlatni, hogy egy nő nem tudja elfelejteni az első szerelmét. A könyvet 1908-ban újra kiadták.
Második regénye, az Udi („Az údjátékos”) 1899-ben jelent meg, és egy női zenészt örökít meg benne, akivel Aleppóban találkozott. Ebben a regényében egyszerű szavakkal meséli el Bedia élettörténetét, aki boldogtalan házasságban élt. Reşat Nuri Güntekin híres regényíró ezt a könyvet nevezi meg az egyik legfontosabb műként, ami felkeltette érdeklődését az irodalom iránt.
További regényei: Raf'et (1898), Enin (1910) és Levaih-i Hayat („Jelenetek az életből”). Témái főként a házasság, a házastársak közti harmónia, a szerelem és gyöngédség és az udvarlás fontossága (az elrendezett házassággal ellentétben) voltak, de fontos szerepet játszott regényeiben az individualizmus is: független, önellátó hősnőket alkotott, akik dolgoznak és férfi segítsége nélkül keresnek pénzt.
1893-ban Fatma Aliye még nagyobb jelentőségre tett szert, ekkor adta ki ugyanis Ahmet Mithat Bir Muharrire-i Osmaniye'nin Neşeti („Egy oszmán írónő születése”) című művét, mely Fatma Aliye leveleiből állt. Ezekben a levelekben az írónő kifejezi soha véget nem érő vágyát a tanulásra.
Nisvan-ı İslâm („A muszlim nők”) című esszéjét Les femmes muselmannes címmel franciára fordították, emellett arab fordítás is készült hozzá. Udi című regénye is megjelent franciául. Egy róla írt kritika, amelyet Émile Juillard jelentetett meg egy francia újságban „Kelet és nyugat asszonyai” címmel, Párizsban is felhívta rá a figyelmet. A nemzetközi elismerést mutatja, hogy műveit bemutatták 1893-ban a chicagói World's Columbian Exposition könyvtárában és bekerült a vásáron a női írók katalógusába. Bár a második alkotmány koráig híres írónak számított, később feledésbe merült.
1914-ben megjelentette Ahmed Cevdet Paşa ve Zamanı („Ahmet Cevdet pasa és kora”) című művét, hogy megvédje apját a politikai támadásoktól. Ebben a művében a második alkotmányos kort követő politikai légkört igyekezett bemutatni, mivel azonban a könyv szembement a hivatalosan elfogadott történelemszemlélettel, mellőzték.

## Tevékenysége női jogi aktivistaként
Irodalmi munkássága mellett Fatma Aliye a nők jogaiért vívott küzdelemben is részt vett. 1895 és 1908 között a heti kétszer megjelenő Hanımlara Mahsus Gazete („Hölgyek saját újságja”) újságba írt cikkeket a nők jogairól, de anélkül, hogy konzervatív nézeteit feladta volna. Húga, Emine Semiye Önasya (1864–1944), az egyik első török feminista, szintén a magazin szerkesztőségi tagja volt.
1896-ban megjelent Nisvan-ı İslam („A muszlim nők”) című művében Fatma Aliye a muszlim nők helyzetéről számolt be a nyugati olvasóközönségnek. Ahogyan újságcikkeiben is, ebben a könyvében is védte a konzervatív hagyományokat, amelyek ellentétben álltak a regényeiben szereplő modern gondolkodású nők viselkedésével.

## Jótékonysági tevékenysége
Fatma Aliye jótékonysági tevékenysége is jelentősnek számított. Az 1897-es görög-török háború után még ugyanabban az évben megalapította a Nisvan-ı Osmaniye İmdat Cemiyeti („Oszmán nők segélyszervezete”) nevű jótékonysági egyesületet a katonák családjának megsegítésére. Ez volt az ország egyik első női szervezete. Humanitárius tevékenységéért II. Abdulhamid szultán 1899-ben a Jótékonysági Érdemrenddel tüntette ki.
Fatma Aliye egyben az Osmanlı Hilal-i Ahmer Cemiyeti (Oszmán Vörös Félhold) szervezet első női tagja is lett, valamint dolgozott a Müdafaa-i Milliye Osmanlı Kadınlar Heyetinek („Oszmán nők nemzetvédelmi bizottsága”) is, amelyet az 1910-es években alapítottak, az olasz–török háború és a balkán-háború után.

## Utolsó évei
Legfiatalabb lánya, Zübeyde İsmet 1926-ban áttért a keresztény vallásra, elhagyta Törökországot és római katolikus apáca lett. Fatma Aliye az 1920-as években számos alkalommal utazott Franciaországba, hogy megkeresse lányát, valamint egészségügyi okokból is. 1928-ban elvesztette a férjét. Az 1934. június 21-én érvénybe lépő törvény értelmében, mely szerint mindenkinek kötelező vezetéknévvel rendelkeznie, Fatma Aliye a Topuz nevet választotta. Utolsó éveit betegen, rossz anyagi körülmények közt élte le. 1936. július 13-án hunyt el Isztambulban. A Feriköy temetőben helyezték örök nyugalomra.

## Elismerése és viták személye körül

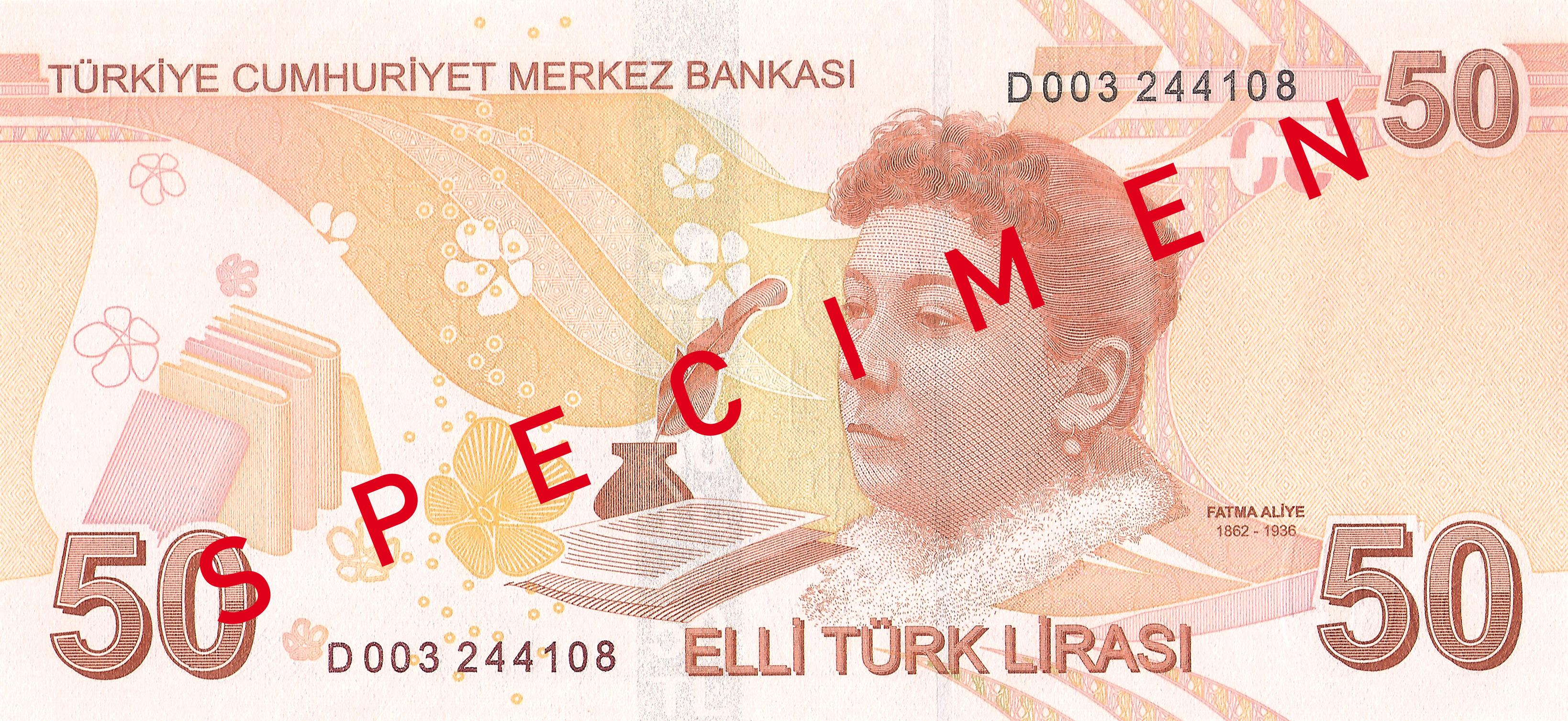
50 lírás bankjegy (2009)

Bár Zafer Hanım már 1877-ben, évekkel Fatma Aliye Hanım megjelenése előtt megírta Aşk-ı Vatan („A haza szeretete”) című regényét, nem őt tartják az első török írónőnek, mivel ez az egyetlen műve jelent meg.
Fatma Aliye arcképe látható a 2009-ben kiadott 50 lírás bankjegy hátoldalán. A Török Nemzeti Bank döntése, mely szerint Fatma Aliye lesz az első nő, aki bankjegyen szerepel, vitát váltott ki a történészek és más művelt törökök körében; kritikusai azzal érveltek, a köztársasági kor írónői, például Halide Edib Adıvar vagy Afet Inan megfelelőbb személyek lennének arra, hogy egy olyan bankjegyen szerepeljenek, amelynek a másik oldalán Atatürk képe látható, mint Fatma Aliye, aki a nők jogait a muszlim saría keretein belül értelmezte, és aki ellenezte Atatürk reformjait.

## Jelentős művei

### Regények
- Muhazarat („Hasznos információ”; 1892)
- Hayal ve Hakikat („Álom és igazság”; 1894)
- Raf'et (1898)
- Udi („Az údjátékos”; 1899)
- Enin („Morgás”; 1910)
- Levaih-i Hayat („Jelenetek az életből”)

### Fordítás
- Meram, Georges Ohnet Volonté című művének (1888) fordítása (1890)

### Esszék
- Namdaran-ı Zenan-ı İslamıyan („Híres muszlim nők”, 1895)
- Osmanlıda Kadın: "Cariyelik, Çokeşlilik, Moda" („Nők az Oszmán Birodalomban: odaliszkok, poligámia, divat”, 1895)
- Taaddüd-i Zevcat („Poligámia”); Mahmud Esaddal közösen
- Nisvan-ı İslam („A muszlim nők”, 1896; franciául Les femmes muselmannes)
- Teracim-i Ahval-ı Felasife („Filozófusok életrajzai”, 1900) (2006-os kiadás: Çizgi Kitabevi, Konya. Reprint. 153 pages ISBN 975-8867-84-9)[14]
- Tedkik-i Ecsam („Kutatás tárgyakról”, 1901)
- Ahmed Cevdet Paşa ve Zamanı („Ahmet Cevdet pasa és kora”, 1914)
- Kosova Zaferi / Ankara Hezimeti: Tarih-i Osmaninin Bir Devre-i Mühimmesi („Csata Koszovóban/Vereség Ankarában: az oszmán történelem egy fontos korszaka”, 1915)

## Bibliográfia
- Ahmed Midhat. Fatma Aliye Hanım yahud Bir Muharrire-i Osmaniye'nin Neşeti (1893) (Lady Fatma Aliye or the Birth of An Ottoman Writer) Translated from Ottoman Turkish by Bedia Ermat. Reprint (1994) Sel Yayıncılık, Istanbul. 96p. ISBN 975-570-009-9
- Barbarosoğlu, Fatma Karabıyık. Fatma Aliye: Far Country – First Female Writer of the Muslim World Timas Publishing. A novel based upon her life story.
- Çakır,Serpil, A Biographical Dictionary of Women's Movements and Feminisms – Central, Eastern and South Eastern Europe, 19th and 20th Centuries – Aliye, Fatma (1862–1936). pp. 21–24. (2006) Central European University Press, edited by Francisca de Haan, Krassimira Daskolova and Anna Loutfi. 678 p. ISBN 963-7326-39-1 ISBN 9789637326394
- Frierson, Elizabeth B., Late Ottoman society – The Intellectual Legacy – Women in Late Ottoman intellectual history. pp. 135–161 (2005) Routledge, edited by Elisabeth Özdalga. 348 p. ISBN 0-415-34164-7 ISBN 9780415341646
- Mende-Altayli, Rana von (2010) ed.: Fatima Aliyye / Mahmud Esad: Ta'addüd-i Zevcat Zeyl – Continuation of the Debate on Polygamy. A Modern Turkish Version, Transcription and Facsimile. With an introduction by Rana v. Mende-Altayli. 177 p. Berlin: Klaus Schwarz, ISBN 978-3-87997-376-7

## Fordítás
- Ez a szócikk részben vagy egészben  a   Fatma Aliye Topuz című angol Wikipédia-szócikk ezen változatának fordításán alapul.  Az eredeti cikk szerkesztőit annak laptörténete sorolja fel. Ez a jelzés csupán a megfogalmazás eredetét és a szerzői jogokat jelzi, nem szolgál a cikkben szereplő információk forrásmegjelöléseként.